# Liliput
El liliput (originalmente liliput wielkopolski, ‘liliput de la Gran Polonia’) es un queso curado, producido principalmente con leche de vaca. Fue declarado producto tradicional en Polonia el 13 de julio de 2008.

## Características
El liliput se produce en la Gran Polonia, especialmente en los alrededores de Wągrowiec, Oborniki, Gniezno, Września, Witkowo y Kępno. Sin embargo, la mayoría de la leche proviene del distrito de Wągrowiec, donde se crían vacas. Los ganaderos que suministran la materia prima suelen tener rebaños pequeños (hasta 20 vacas) y usan alimentos tradicionales sin aditivos químicos.
Fuera de la Gran Polonia (por ejemplo en Grajewo) se produce con métodos industriales, por las menores necesidades de materia prima y añadiendo nitrato de potasio y achiote.

## Sabor
El sabor específico del queso proviene de varios factores: su pequeña producción, los ingredientes naturales y el proceso inicial de curación en salmuera en recipientes especiales.

## Datos
- forma ovalada o cilíndrica
- sabor muy suave y delicado;
- color amarillo o amarillo claro, uniforme;
- pH de 5,15–5,3.